# Banca de llet

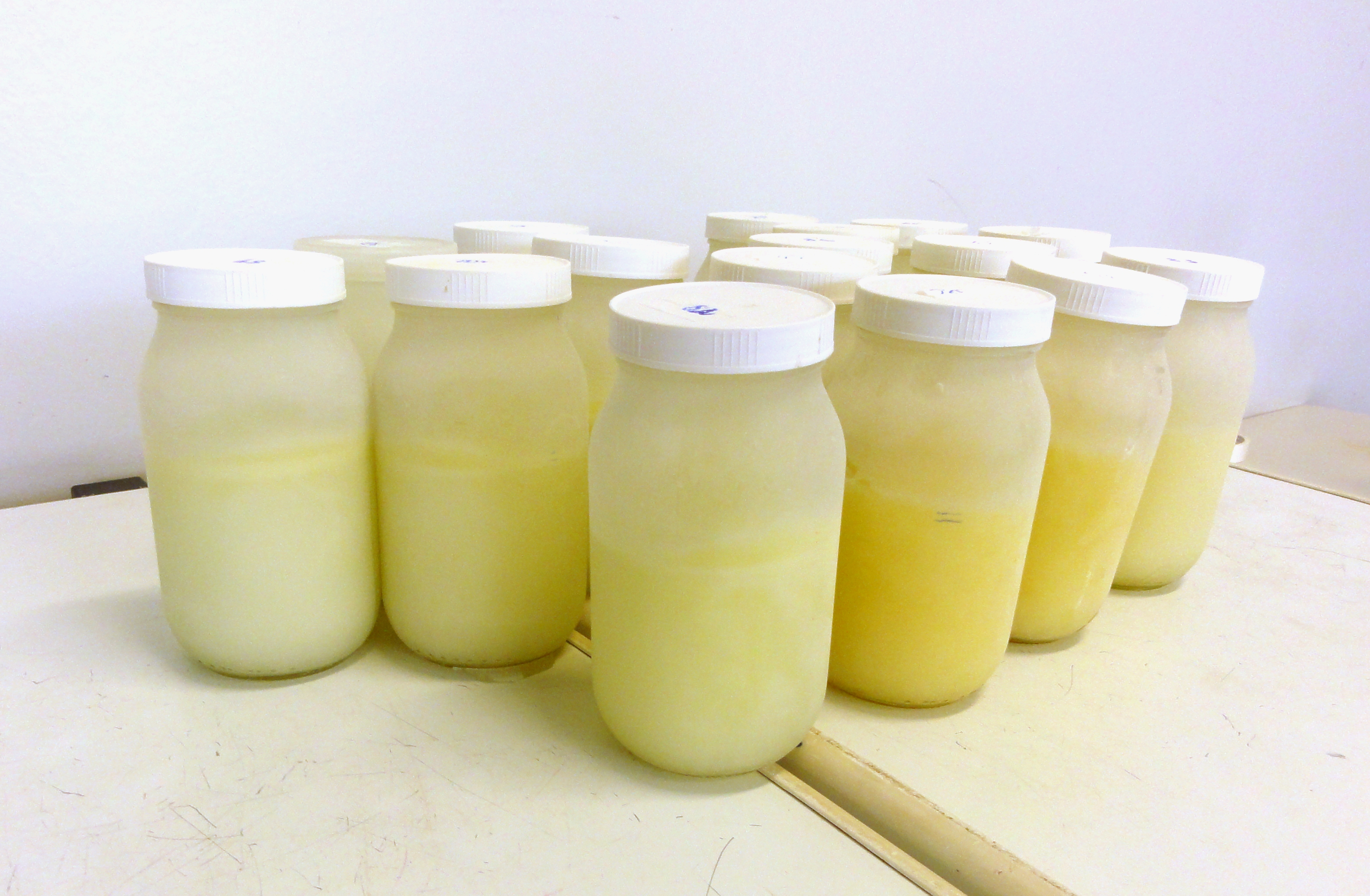
Ampolles de llet humana en un banc de llet brasiler.

Una banca de llet materna o humana o lactarium és un centre de recolliment, processament i distribució de llet materna. Permet d'alimentar els nadons que no tenen la possibilitat de ser alletats per la seva mare i que de vegades són intolerants a la llet artificial.

## Funcionament
Les banques de llet funcionen sobre la base de donacions gratuïtes de llet materna. La supervisió rigorosa de la replega, processament, emmagatzematge i distribució de la llet en garanteix la qualitat i seguretat sanitària.
Es distingeixen les banques de llet per a ús exterior, que recullen, pasteuritzen i distribueixen la llet dels donants a les unitats de neonatologia, i els bancs de llet per a ús interior, que asseguren la pasteurització de la llet de la mare d'un nen hospitalitzat per a un do personalitzat al seu fill ; aleshores la llet no es repartirà a un altre nen.
La llet materna és recollit al domicili de la mare (que ha de donar el pit al seu fill) per una col·lectora, que facilita els contenidors (ampolles de vidre o plàstic) i l'equipament necessari (extractor de llet) per a la replega.
Abans de qualsevol donació, el donant ha d'omplir un qüestionari de salut i fer-se proves serològiques (entre les quals la del VIH).
El lactarium tracta la llet amb rigor en qualitat i seguretat perquè sigui lliure de gèrmens.
La llet es distribueix als nadons prematurs o a altres nadons que la n'han de menester, després que un metge hagi emès una recepta (com per a un medicament).
El do de llet de mare a mare està subjecte a les lleis sobre productes del cos humà (el seu comerç és estrictament prohibit) i a la confidencialitat.
El lactarium de Marmanda (públic d'ençà del 2012) és el sol establiment al món que liofilitza la llet. Recull en 22 regions i distribueix el 20% de la llet materna francesa.

### Llet materna per a qui?
La llet materna és apta per a tots els nounats, però sobretot:
- nadons prematurs,
- nens a terme per als quals es desitja un suplement,
- en cas de lactació insuficient (al principi)
- nens amb insuficiència renal, malalties cardíaques o determinades malalties metabòliques.

### Replega i transport

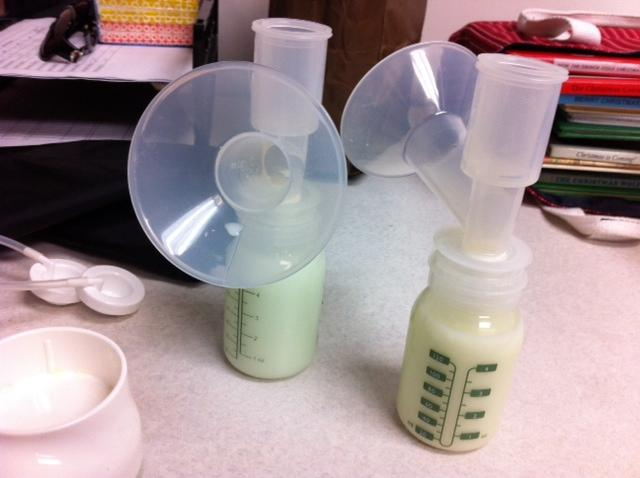
Ampolles de llet extetra amb un dispositiu extractor de llet.

L'esterilització del material ha de ser rigorosa.
El donant guarda les ampolles a casa en un congelador.
Col·lectores són encarregades de replegar la llet de les donants, posen a disposició dels donants l'equipament necessari (biberons, extractors manuals o elèctrics).

El transport es fa amb un vehicle refrigerat.

### Identificació i quarantena
Quan passa el col·lectora, cada donació s'identifica i s'etiqueta amb un codi de barres.
En arribar al banc de llet, totes les donacions s'introdueixen a l'ordinador.
La llet s'emmagatzema en una cambra frigorífica a -30 °C mentre s'espera els resultats serològics.

## Cas de contaminació
L'any 2016 es van detectar casos de contaminació al lactarium d'Ila de França, la inspecció que va seguir no va establir cap responsabilitat de l'establiment.